# Argomuellera decaryana
Argomuellera decaryana är en törelväxtart som först beskrevs av Jacques Désiré Leandri, och fick sitt nu gällande namn av Jean Joseph Gustave Léonard. Argomuellera decaryana ingår i släktet Argomuellera och familjen törelväxter.
Artens utbredningsområde är Madagaskar. Inga underarter finns listade i Catalogue of Life.